# NGC 6124
NGC 6124 (również OCL 990 lub ESO 331-SC3) – gromada otwarta znajdująca się w gwiazdozbiorze Skorpiona. Odkrył ją Nicolas-Louis de Lacaille w 1751 roku. Jest położona w odległości ok. 1,7 tys. lat świetlnych od Słońca.